# Pete McCloskey
Paul Norton "Pete" McCloskey Jr., född 29 september 1927 i Loma Linda, Kalifornien, död 8 maj 2024 i Winters, Kalifornien, var en amerikansk politiker som företrädde San Mateo County, Kalifornien som republikan i USA:s representanthus mellan 1967 och 1983. Han försökte bli nominerad till presidentkandidat av republikanerna 1972 men blev besegrad av president Richard Nixon, som omvaldes som kandidat. McCloskey kampanjade som motståndare till Vietnamkriget.
McCloskey studerade vid Occidental College och California Institute of Technology som en del av USA:s flottas Naval Aviation Cadet Program, för pilotutbildning. Han tog en bachelorexamen från Stanford University 1950 och en juristexamen från Stanford University Law School 1953. Han tjänstgjorde i USA:s flotta 1945–1947 och i USA:s marinkår 1950–1952 samt marinkårens reserv 1952–1967. Han var biträdande distriktsåklagare i Alameda County, Kalifornien 1953–1954 och var därefter advokat i privatpraktik. Han invaldes till representanthuset 1967 i ett fyllnadsval efter J. Arthur Younger som hade avlidit. 1982, när han inte ställde upp för omval till representanthuset, försökte han bli vald till USA:s senat men misslyckades.
McCloskey bytte i april 2007 till demokraterna efter att redan tidigare ha stött demokratiska kandidater i flera val.